# شادمهر عقیلی
شادمهر عقیلی (زادهٔ ۷ بهمن ۱۳۵۱)، خواننده، آهنگساز، تنظیم کننده، نوازنده، ترانه‌سرا، تهیه‌کننده موسیقی و بازیگر ایرانی است که با انتشار چند آلبوم موسیقی در ایران، کار خود را آغاز کرد. او پس از مدتی، ابتدا به کانادا و سپس به ایالات متحدهٔ آمریکا، مهاجرت کرد، و در آنجا به فعالیت هنری ادامه داد.

## زندگی
شادمهر عقیلی در ۷ بهمن ۱۳۵۱ در تهران متولد شد. عقیلی دانش‌آموخته موسیقی از هنرستان است. او فعالیت خود را از کودکی آغاز کرد. با ساز زدن برادرش به موسیقی علاقمند شد و فعالیت موسیقایی خود را در سن ۱۶ سالگی با نواختن پیانو شروع کرد. پس از آن در هنرستان به نواختن ترومپت پرداخت. همچنین عقیلی ویلن را به عنوان ساز تخصصی خود انتخاب کرد و نواختن بیس را از یوتیوب آموخت.

## فعالیت‌های هنری

### شروع کار در صدا سیما و انتشار آلبوم اول بنام بهار من
او از ۱۳۷۴ وارد واحد موسیقی صدا و سیما شد و در آنجا مشغول به کار شد ولی کارهایش برای کسب مجوز مشکل داشتند. به عنوان اولین کار «معبود» و سپس «فصل آشنایی» را اجرا کرد و بعد از آن آلبوم بهار من اولین کاست او بود. بهار من آلبوم بدون کلامی شامل ترانه‌های قدیمی مانند «گل گندم» و «بهار من»، «جان مریم» و… بود که شادمهر تنظیم و نوازندگی پیانو، گیتار و ویولن را در آن به عهده داشت. او در آلبومی به نام «فصل آشنایی» که کارهای دیگر خوانندگان پاپ آن روزگاران در ایران، هم در آن جای داشت سه آهنگ به نام‌های «باغ زندگی» به همراهی علیرضا عصار «معبود» و «فصل آشنایی» را ارائه کرد. سپس در آلبومی به نام «نازنین» باز هم به همراهی دیگر خوانندگان، دو آهنگ «قفس» و «تا بی‌نهایت شب» را ارائه کرد.

### آلبوم مسافر
آلبوم دوم شادمهر عقیلی که در واقع اولین آلبوم با کلام او محسوب می‌شود به نام مسافر در سال ۱۳۷۷ با همراهی و همفکری بهروز صفاریان توسط شرکت فرهنگی هنری «پیغام سحر» به بازار آمد که با استقبال بسیار زیادی روبرو شد. این آلبوم یکی از پر فروش‌ترین آلبوم‌های بعد از انقلاب بود که در دهه ۷۰ وارد بازار شد.

### آلبوم دهاتی و حواشی آن

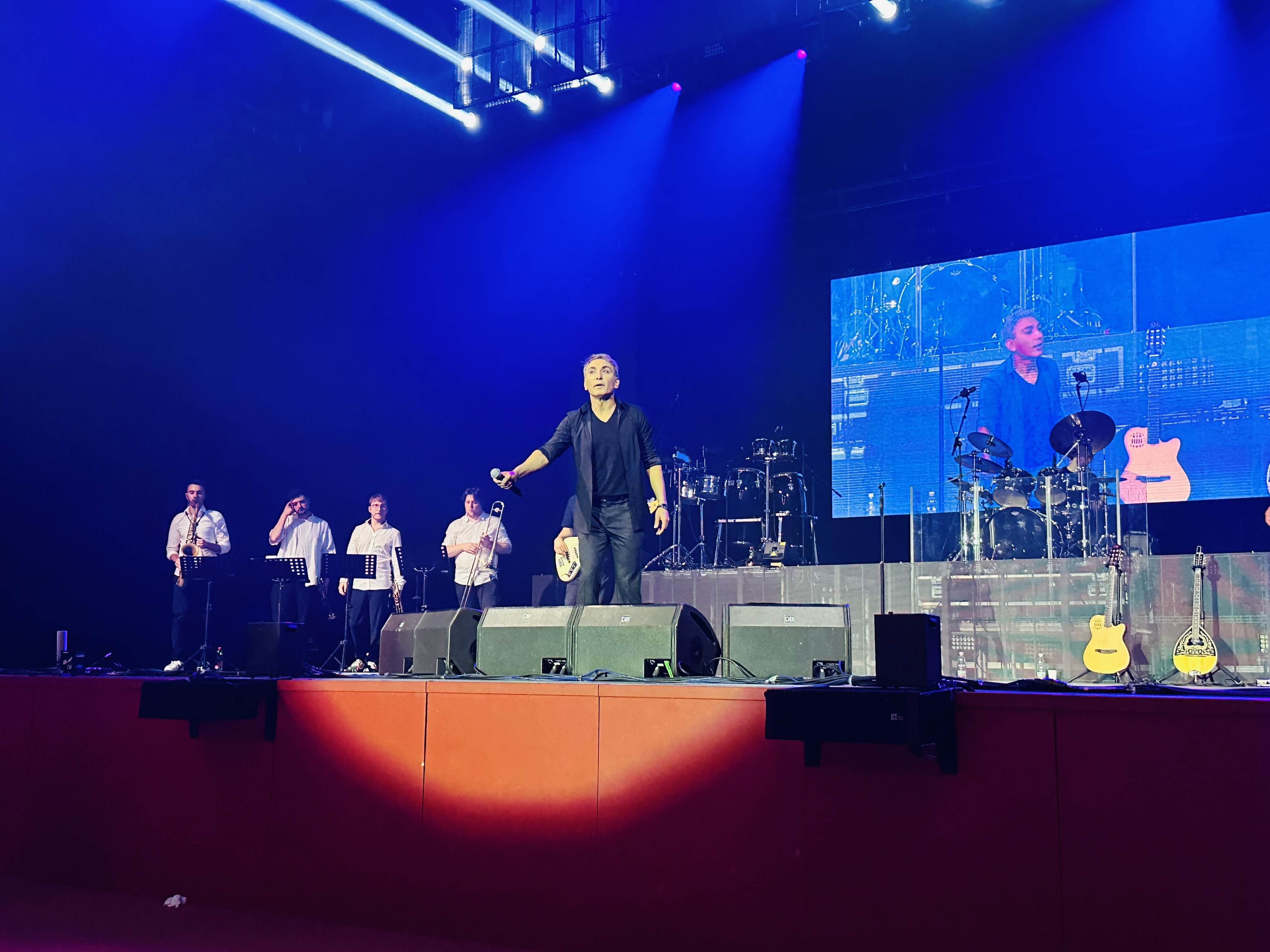
شادمهر عقیلی در شهر وین، نوامبر ۲۰۲۳

دهاتی، آلبوم بعدی عقیلی بود که توسط شرکت فرهنگی هنری «فارس نوا» منتشر شد. شرکت پخش‌کننده آلبوم دهاتی برای گرفتن مجوز با موانعی از سوی وزارت ارشاد روبرو شد به‌طوری‌که شادمهر بارها مجبور شد ترانه‌های این کار را بازخوانی و اصلاح کند. این آلبوم موفق شد تحولی بزرگ در موسیقی پاپ ایران پس از انقلاب ۱۳۵۷ ایجاد کند. بنا بر اعلام منابع متعددی آلبوم دهاتی پر فروش‌ترین آلبوم تاریخ موسیقی پاپ ایرانی، بعد از انقلاب ۱۳۵۷ ایران است.
در دی ۱۳۹۲ این آلبوم پس از ۱۴ سال توسط کمپانی ایران‌گام با طرح جلدی جدید بازنشر شد.
باز نشر این آلبوم حواشی بسیاری را به وجود آورد. همچنین روزنامه کیهان و خبرگزاری فارس با مقالاتی تند به بازنشر این آلبوم اعتراض کردند.
حمله رسانه‌های جناح اصول‌گرایان به شادمهر عقیلی و انتقاد به انتشار مجدد آلبوم دهاتی توسط شرکت ایران‌گام در دوره وزارت علی جنتی بازتاب گسترده‌ای در مطبوعات و رسانه‌های فارسی‌زبان داخلی ایجاد کرد.
در اردیبهشت ۱۳۹۳ و در پانزدهمین سال روز انتشار آلبوم دهاتی، صفحه رسمی شادمهر عقیلی در فیسبوک تیراژ این آلبوم را حدود ۱۰ میلیون نسخه اعلام کرد و از آن به عنوان پر فروش‌ترین آلبوم تاریخ موسیقی پاپ ایران در بعد از انقلاب ۱۳۵۷ نام برد.

### آلبوم مشق سکوت
مشق سکوت نام یک آلبوم موسیقی بی‌کلام، اثر شادمهر عقیلی است که در سبک پاپ تهیه و در سال ۱۳۷۸ منتشر شده است. این آلبوم در واقع ورژن بدون کلام آهنگ‌های آلبوم مسافر به همراه آهنگ بدون کلام قطعه «عطر و شبنم» و «غم تنهایی» از تک‌آهنگ‌های منتشر شدهٔ شادمهر است.

### آلبوم نغمه‌های شرقی
نغمه‌های شرقی نام یک آلبوم بی‌کلام اثر شادمهر عقیلی است که در سبک پاپ تهیه و در سال ۱۳۷۸ منتشر شده است. این آلبوم در حقیقت بازسازی و تنظیم مجدد تعدادی از معروف‌ترین آهنگ‌های فریدون فروغی و گوگوش به صورت بی کلام می‌باشد. همچنین تراک شماره ۵ این آلبوم از ساخته‌های پرویز مقصدی برای احمد رضا نبی زاده می‌باشد که ورژنی تمرینی از این قطعه با صدای داریوش اقبالی هم منتشر شده است.

### آلبوم پر پرواز
پر پرواز آلبومی با آهنگ‌سازی شادمهر عقیلی و محمدرضا چراغعلی و ترانه‌سرایی نیلوفر لاری‌پور است که در اصل موسیقی متن فیلم سینمایی پر پرواز می‌باشد. موسیقی متن این فیلم به همراه دو قطعه از سه قطعهٔ با کلام آن را محمد رضا چراغعلی ساخت. اما معروف‌ترین آهنگ این فیلم یعنی قطعه علامت سؤال (یه پنجره با یه قفس…) که خیلی‌ها به اشتباه فکر می‌کنند همان تراک «پر پرواز» است را خودِ شادمهر عقیلی ساخته و تنظیم کرده است.

### ترک ایران و آلبوم خیالی نیست
شادمهر عقیلی در سال ۱۳۸۰ پیش از اکران فیلم شب برهنه به کانادا مهاجرت کرد. و در آنجا موفق شد با کمپانی «نوا مدیا» قرارداد امضاء کند. هنوز چند وقتی تا انتشار اولین آلبوم او در خارج از کشور باقی‌مانده بود که ناگهان این آلبوم با کیفیت پایین در بازار ایران پخش شد. بعضی از آهنگ‌هایی که او اصلاً قصد انتشار آن‌ها را نداشت در این آلبوم منتشر شده بود. بعد از یک ماه از این ماجرا آلبوم او به‌طور رسمی و با نام خیالی نیست پخش شد. ترک دوم این آلبوم (ژینا) جز اولین تکنو ترنسهای ایرانی به‌شمار می‌رود. بعد از منتشر شدن این آلبوم و به دلیل وجود نداشتن سه آهنگ: باور، می‌خوام برم، فال قهوه در آلبومی که یک ماه قبل در ایران پخش شده بود بار دیگر آلبوم او این بار با این سه آهنگ جدید و با نام فال قهوه در ایران به فروش رسید.

### آلبوم آدم‌فروش
آلبوم آدم‌فروش دومین آلبوم رسمی شادمهر عقیلی بعد از مهاجرتش از ایران است که در اسفند سال ۱۳۸۲ از سوی کمپانی نوا مدیا منتشر شد. تمامی آهنگسازی‌ها و تنظیم‌های این آلبوم را به جز آهنگ «دل دیوونه» که کاوری از یک آهنگ یونانی است خود شادمهر انجام داده است.

### آلبوم پاپ کورن
آلبوم سوم او در خارج از کشور پاپ کورن نام داشت که در فروردین ۱۳۸۵ پخش شد. نام آلبوم «پاپ کرن» در ابتدا «تلافی» بود ولی درست چند ماه پیش از انتشار این آلبوم عده‌ای سودجو (به تعبیر خود شادمهر) مجموعه‌ای از آهنگ‌های قدیمی که او در ایران خوانده بود جمع کرده و تحت عنوان آلبوم «تلافی» در بازار پخش کردند. این آهنگ‌ها عبارت بود از: تلافی، اشک بی کسی، قید موندن رو بزن، شب برهنه، وقتی تو رو شناختم و دو ریمیکس از آهنگ ستاره. شادمهر از پخش آلبوم منصرف شد و شروع به ساخت آلبومی جدید به نام پاپ کورن با آهنگ‌هایی جدید گرفت.

### آلبوم تقدیر
آلبوم تقدیر از شادمهر عقیلی بعد از سه سال در سال ۱۳۸۸ توسط کمپانی سنچِری ریکوردز عرضه شد.
هفت تک‌آهنگ شادمهر با نام‌های «سبب»، «رسیدی»، «مشکوک»، «بغض»، «بیا»، «تن تو» و «یه کاری کن» تحت عنوان آلبوم غیررسمی با نام «سبب» در ایران منتشر شد که بعدها چهار آهنگ «سبب»، «رسیدی»، «مشکوک» و «یه کاری کن» همراه با چهار آهنگ دیگر «خیال»، «شیلا»، «ترس» و «تقدیر» به‌طور رسمی در آلبوم «تقدیر» از سوی کمپانی سنتوری رکوردز عرضه شد.
آهنگ تقدیر طبق نظرسنجی شبکه من و تو در رتبهٔ بیستم ماندگارترین ترانه‌های تاریخ موسیقی ایران قرار گرفت.

### آلبوم طرفدار
آلبوم طرفدار از شادمهر عقیلی بعد از سه سال در تاریخ ۱ مرداد ۱۳۹۱ از سوی کمپانی آونگ عرضه شد. آهنگ «حالم عوض میشه» طبق نظرسنجی شبکه من و تو و رادیوفردا به عنوان بهترین آهنگ سال ۹۰ انتخاب شد. همچنین آهنگ انتخاب نیز براساس تمام نظرسنجی‌های انجام شده در فیسبوک و نظر سنجی شبکه من و تو و رادیو فردا و برنامه شباهنگ صدای آمریکا به عنوان بهترین آهنگ سال ۹۱ انتخاب شد.

### آلبوم تجربه کن
آلبوم تجربه کن از شادمهر عقیلی دوازدهمین آلبوم رسمی او می‌باشد که بعد از چهار سال و در تاریخ ۲۰ آذر ۱۳۹۵ از سوی کمپانی آونگ منتشر شد. طبق نظر سنجی سایت رادیو جوان، سایت ویکی صدا و تمامی دیگر نظر سنجی‌های انجام شده آلبوم تجربه کن به عنوان بهترین آلبوم سال ۱۳۹۵ انتخاب شد.

### آلبوم تصویر
آلبوم تصویر از شادمهر عقیلی سیزدهمین آلبوم رسمی او است که پس از یک سال، در تاریخ ۱ اسفند ۱۳۹۶ از سوی کمپانی آونگ و رادیو جوان منتشر شد.

## ترانه‌شناسی

### آلبوم‌های رسمی
۱–۱۳۷۶ بهار من

۲–۱۳۷۷ مسافر

۳–۱۳۷۸ دهاتی

۴–۱۳۷۸ مشق سکوت

۵–۱۳۷۸ نغمه‌های شرقی

۶–۱۳۷۹ پر پرواز

۷–۱۳۸۱ خیالی نیست

۸–۱۳۸۲ آدم‌فروش

۹–۱۳۸۳  
رگ خواب 

۱۰–۱۳۸۵ پاپ کورن

۱۱–۱۳۸۸ تقدیر

۱۲–۱۳۹۱ طرفدار

۱۳–۱۳۹۵ تجربه کن

۱۴–۱۳۹۶ تصویر

### آلبوم‌های غیررسمی
آلبوم‌های غیررسمی، آلبوم‌هایی هستند که بدون رضایت شادمهر پخش شدند.
- ۱۳۷۴ شام غریبان

شام غریبان، مجموعه‌ای بسیار قدیمی و با کیفیت خیلی پایین است که ظاهراً از کارهای تمرینی شادمهر در اوایل دههٔ هفتاد به‌شمار می‌روند.
- ۱۳۷۸ فریبا

آلبومی زیر زمینی بود که وی در ایران خوانده‌بود.
- ۱۳۷۹ آدم و حوا

این آلبوم نیز بدون رضایت شادمهر پخش شد و ماکتی از کارهایی بود که وی قصد داشت در آینده منتشر کند که از بین این ترانه‌ها، تنها ترانهٔ "می‌خوام برم" بود که پس از بازسازی به‌طور رسمی در آلبوم خیالی نیست قرار گرفت.
- ۱۳۸۰ تلافی

آلبومی غیررسمی شامل تعدادی از ترانه‌های قدیمی شادمهر بود که به گفتهٔ شادمهر، خودش نیز آن‌ها را نداشت.
- ۱۳۸۲ دوری و پشیمانی

آلبوم دوری و پشیمانی در حقیقت مجموعه ترانه‌هایی بود که وی برای عرشیا ساخته بود و توسط عرشیا بدون رضایت شادمهر پخش شد.
- ۱۳۸۶ سبب

مجموعه ای گردآوری شده از تک‌آهنگ‌های شادمهر بعد از آلبوم پاپ کورن که با عنوان آلبوم سبب در آی‌تیونز منتشر شد که در نهایت، اکثریت ترانه‌های این آلبوم به‌طور رسمی در آلبوم تقدیر قرار گرفتند.
- ۱۳۸۸ آنتیک

مجموعه ترانه‌هایی که وی در آلبوم‌های گروهی به همراه خوانندگان دیگر منتشر ساخته‌بود (فصل آشنایی و…) تحت عنوان آلبومی غیررسمی به نام آنتیک در فضای مجازی پخش و بازنشر شد.

## فیلم‌شناسی
- پر پرواز (۱۳۷۹)
- شب برهنه (۱۳۸۰)

## حواشی

### سایت کازینوی آنلاین
شادمهر عقیلی در سال ۱۳۹۹ با انتشار یک پست تبلیغاتی در صفحهٔ اینستاگرام خود خبر از تأسیس یک سایت اینترنتی پیش‌بینی و کازینوی آنلاین داد که با واکنش‌ها و انتقادات فراوان از سوی طرفداران خود روبرو شد. این انتقادات به حدی گسترش یافت که شادمهر عقیلی را وادار به واکنش کرد، او در استوری اینستاگرام خود دراین‌باره نوشت: «مردم قضاوت می‌کنند، چون فکر کردن براشون مشکل است!»

### ژینا کلانتری
قبل از خروج شادمهر از ایران و مهاجرت به کانادا، او با دختری به نام ژینا کلانتری در رابطه بود. اما پس از خروج و مهاجرت شادمهر در بهار سال ۱۳۸۱ شمسی از ایران، او به کشور بازنگشت. شادمهر برای اقامت با فرد دیگری به صورت سوری ازدواج کرد. با اینکه ژینا نیز ازدواج کرد اما طی سال‌های اخیر، از همسرش جدا شده و به‌عنوان بلاگر فعالیت می‌کند. در سال ۱۴۰۲ بیشتر از گذشته، فیلم‌ها و عکس‌های خصوصی شادمهر و ژینا در فضای مجازی دست به دست شد. در دی ماه همان سال، شادمهر عقیلی با اجرای آهنگ «بی‌احساس» به صورت بی‌کلام، روی ویولن او، عدد ۵۸ (اشاره به سال تولد ژینا) حک شده بود که بسیار وایرال شد. همچنین یکی از ترانه‌های شادمهر مربوط به دههٔ ۸۰ به نام «ژینا گل من» در آلبوم «خیالی نیست» قرار دارد.